# Kármán Géza Aladár
Kármán Géza Aladár (Pest, 1871. február 24. – Budapest, Terézváros, 1939. október 24.) magyar építész.

## Élete
Kármán (Friedmann) Bertalan rimaszombati születésű ügyvéd és Schmidl Emma (1852–1928) elsőszülött gyermeke. 1893-ban, Münchenben szerezte diplomáját. Fél évet töltött Németországban, majd Párizsban, 1894-től pedig már Budapesten dolgozott. 1895 körül Ullmann Gyulával társult, akivel közösen számtalan vidéki kastélyt, budapesti villát, bérházat, üzletházat, kiállítási pavilont, szanatóriumot építettek. Kármán a terveivel több alkalommal is szerepelt 1899 és 1910 között a Műcsarnok kiállításain. Hogy a legkorszerűbb megoldásokat tanulmányozhassa, egyes munkáihoz gyakorta tett utazásokat, melyek során építészeti vázlatokat és életképeket készített. Angliában, Olaszországban és Németországban több alkalommal is megfordult. Készített terveket villák berendezéséhez is. Ullmann Gyulával együtt számtalan klasszikus stílusú budapesti épület belső korszerűsítésének terveit dolgozták ki, új épületeiken pedig igyekeztek új technikai megoldásokat alkalmazni.

## Magánélete
Házastársa Karsai Magdolna (Minka) volt, Karsai Vilmos és Rössler Gizella lánya, akit 1901. december 14-én Budapesten, a Terézvárosban vett nőül.

## Munkái
- 1898. Guttmann/Gelsey villa, Budapest I. kerület, Hunyadi János út 2. (Ullmann Gyulával) Lebontva 1949-ben.
- 1901. Izraelita Leányárvaház, Budapest XIV. kerület, Jókai u. 29.[9] (ma Uzsoki Utcai Kórház) (Ullmann Gyulával)
- 1904. Röser-bazár Archiválva 2019. november 9-i dátummal a Wayback Machine-ben negyedik emelete, Budapest V. kerület, Károly körút 22., Semmelweis utca 19. átjáróház (Ullmann Gyulával)
- 1906. Hermész-udvar Archiválva 2018. augusztus 27-i dátummal a Wayback Machine-ben, Budapest V. kerület, Petőfi Sándor utca 5. (Ullmann Gyulával)
- 1908. A Magyar Cukoripari Rt. bérháza Archiválva 2019. november 9-i dátummal a Wayback Machine-ben, Budapest V. kerület, Október 6. utca 10., Zrínyi utca 14. (Ullmann Gyulával)
- 1910. Kármán-bérház Archiválva 2019. július 1-i dátummal a Wayback Machine-ben, Budapest V. kerület, Hold utca 15. (Ullmann Gyulával)
- 1910. Fischer üzlet és bérház Archiválva 2019. november 9-i dátummal a Wayback Machine-ben, Budapest V. kerület, Harmincad utca 3., Bécsi utca 10. (Ullmann Gyulával)
- 1912. Belvárosi Áruház Archiválva 2019. november 9-i dátummal a Wayback Machine-ben, Budapest V. kerület, Kristóf tér 1., Váci utca 5., Türr István utca 9. (Ullmann Gyulával)
- 1913. MFTR-, későbbi Mahart-székház Archiválva 2019. november 9-i dátummal a Wayback Machine-ben, Budapest V. kerület, Apáczai Csere János utca 11. (Ullmann Gyulával)

## Egyéb irodalom
- (szerk.) Rozsnyai József: Építőművészek Ybl és Lechner korában, Terc Kereskedelmi és Szolgáltató Kft., Budapest, 2015, ISBN 978-615-5445-12-5